# Die Sensation von London
Die Sensation von London (Originaltitel: High Steppers) ist ein US-amerikanisches Stummfilmdrama aus dem Jahr 1926 von Edwin Carewe mit Lloyd Hughes, Mary Astor und Dolores del Río in den Hauptrollen. Das Drehbuch basiert auf dem Roman Heirs Apparent von Philip Hamilton Gibbs. Den Verleih übernahm First National.

## Handlung
Julian Perryam wird von der Universität Oxford verwiesen und kehrt in die Familienvilla in der Nähe von London zurück. Dort findet er seine Schwester Janet und seine Mutter mit frivolen Aktivitäten beschäftigt. Sein Vater, Herausgeber eines Skandalblatts, ist zu sehr mit seiner Arbeit beschäftigt, um sich in ihre Zerstreuungen einzumischen. Julian ist außerdem entmutigt durch die Abfuhr von Evelyn Iffield, in die er verliebt ist, und bemerkt, dass seine Schwester Cyril Buckland, dem Sohn des Verlegers seines Vaters, zum Opfer fällt. 
In London trifft er Audrey Nye, ein intelligentes Mädchen, das mit Julian von der Universität verwiesen wurde und ihm eine Stelle als Reporter verschafft. Er erfährt, dass Victor Buckland, Cyrils Vater, das Geld für einen Wohltätigkeitsfonds veruntreut, und bereitet sich darauf vor, ihn zu entlarven. Daraufhin wird Buckland von einem Mob getötet, sein Sohn flieht aus dem Land, Evelyn versöhnt sich mit ihrem Mann und Julian heiratet Audrey, die ihm bei den Ermittlungen gegen Buckland geholfen hat.

## Hintergrund
Am 10. Januar 1926 wurde bekannt gegeben, dass Edwin Carewe mit der Produktion des Films begonnen hatte. Laut einer Meldung vom Januar 1926 war der Arbeitstitel Heirs Apparent, entnommen aus der Romanvorlage.
Da keine Kopien der sieben Filmrollen existieren, gilt der Film als verschollen.

## Veröffentlichung
Die Premiere des Films fand am 14. März 1926 statt. 1927 kam er in Österreich in die Kinos.